# Interstate 74
Interstate 74 (I-74) é uma rodovia interestadual no centro-oeste e sudeste dos Estados Unidos. A rodovia passa pelos estados do Iowa, de Illinois, de Indiana, de Ohio e da Carolina do Norte. Sua extremidade oeste fica em um cruzamento com a I-80 em Davenport, Iowa (Quad Cities); a extremidade leste de seu segmento no centro-oeste fica em um cruzamento com a I-75 em Cincinnati, Ohio. As principais cidades com as quais a I-74 se conecta incluem Davenport, Iowa; Peoria, Illinois; Bloomington, Illinois; Champaign, Illinois; Indianápolis, Indiana; e Cincinnati, Ohio. A I-74 também tem várias seções desconectadas de rodovias na Carolina do Norte.